# Pétroglyphe

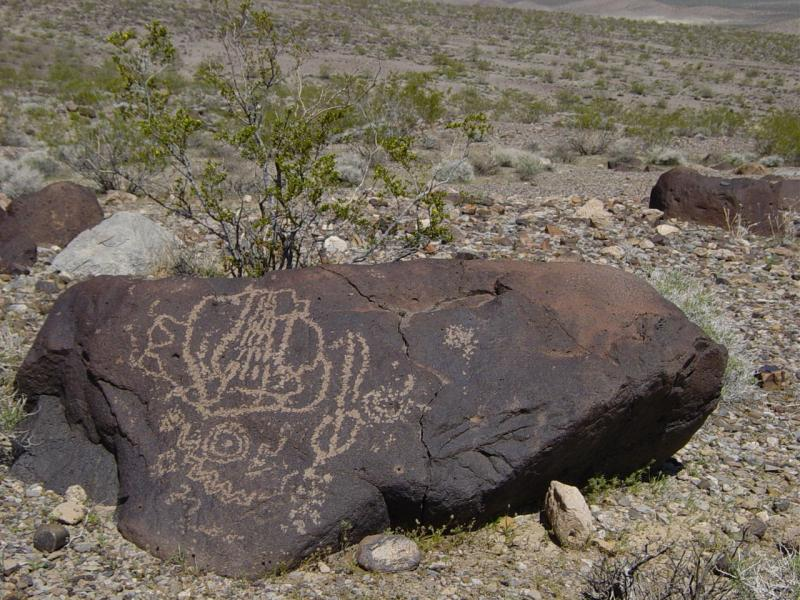
Des pétroglyphes à Mesquite Springs, parc national de la vallée de la Mort.

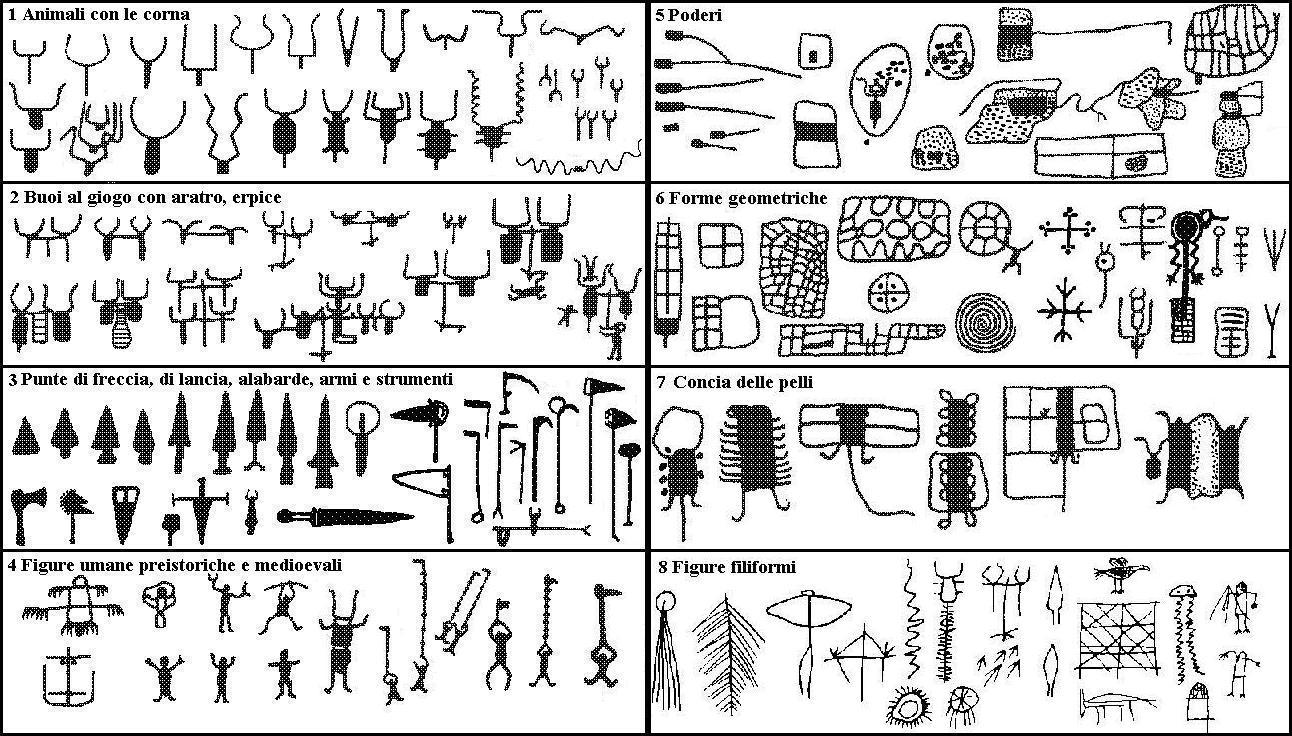
Typologie des pétroglyphes dans la vallée des Merveilles.

Un pétroglyphe (du grec ancien πέτρος / pétros, « pierre », et γλυφή / gluphḗ, « gravure ») est un dessin symbolique gravé sur une surface rocheuse naturelle et fait donc partie de l'art rupestre.
Les pétroglyphes font l'objet d'études typologiques, d'analysonde tracéologiques, tout en s'appuyant aussi sur des résultats issus de l'archéologie expérimentale.

## Histoire

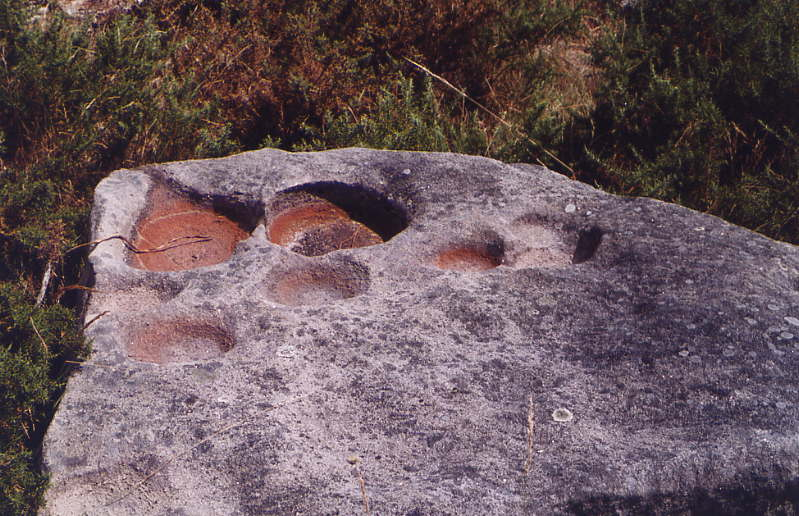
Ensemble de cupules sur un rocher, Galice, Espagne.

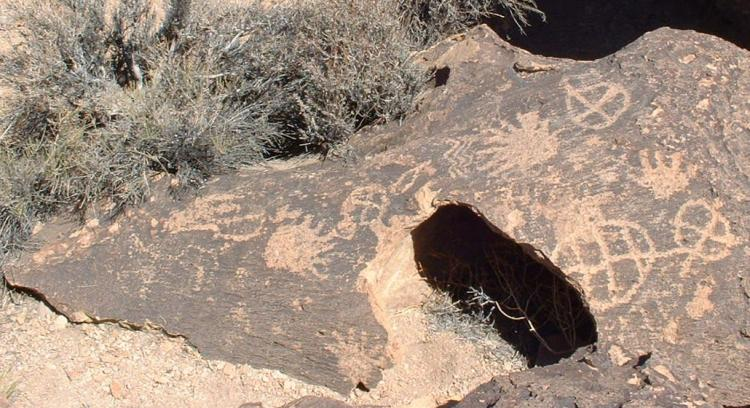
Pétroglyphes sur Bishop Tuff tableland, États-Unis

Les pétroglyphes sont généralement associés aux peuples préhistoriques de l'Holocène et furent la forme dominante des symboles utilisés pour la communication des groupes humains, du Mésolithique à l'Âge du fer.
Les pétroglyphes furent progressivement remplacés par des systèmes d'écriture plus avancés utilisant des pictogrammes et des idéogrammes. Certaines sociétés primitives ont utilisé les pétroglyphes longtemps, parfois même jusqu'à leur contact avec la civilisation occidentale au XXe siècle.
Des pétroglyphes ont été trouvés sur tous les continents, excepté l'Antarctique, avec les plus grandes concentrations en Espagne du Nord (Galice), Afrique, Scandinavie, Sibérie, Amérique du Nord et Australie.

## Techniques
Les techniques de gravure sont principalement l'incision, le frottement ou la pulvérisation à l'aide de pierres.
La gravure préhistorique utilise plusieurs techniques qui creusent la surface d'un matériau dur (os, ivoire, roche dont la couche patinée sombre est attaquée pour faire apparaître son intérieur plus clair) :
- par piquetage qui consiste à appliquer sur la surface une série de percussions ponctuelles et jointives. La répétition des impacts permet ainsi de dessiner des traits ;
- par incision qui consiste à entailler plus ou moins profondément une roche, un os (gravure fine par la pointe d’un burin de silex ou le tranchant d'un outil ; incisions plus profondes obtenues par abrasion et aboutissant fréquemment au polissage qui dessine les contours ; long travail d'incisions pouvant conduire à la sculpture) ;
- par raclage, technique exceptionnelle qui consiste à frotter la surface d’un corps avec un instrument tranchant, produisant des effets de couleur et de volume. Des enlèvements de matière importants peuvent conduire aux bas-reliefs[1].

## Significations

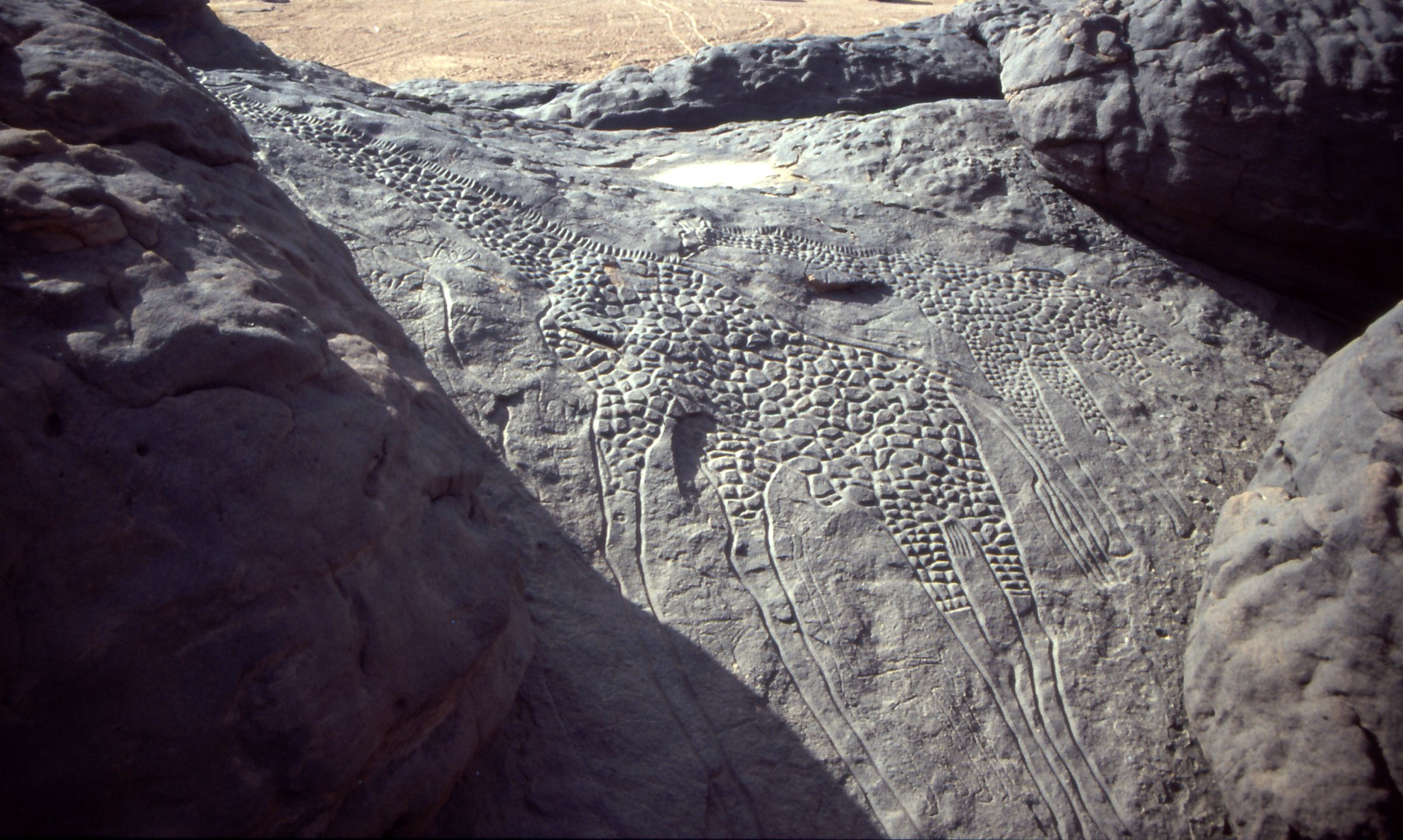
Girafes de Dabous en 1991

Les pétroglyphes représentent souvent des empreintes de mains, des scènes de chasse, des animaux sauvages, des divinités et des démons.
Ces images ont une profonde signification culturelle et religieuse pour les sociétés qui les ont créées. Dans certains cas, cette signification a été conservée par leurs descendants. On pense que de nombreux pétroglyphes représentent une forme d'expression symbolique ou rituelle qui n'est pas encore bien comprise. 
Les traces les plus anciennes de l'Âge du bronze nordique en Scandinavie semblent indiquer une forme de frontière territoriale entre les tribus, si ce n'est sa signification religieuse. Il semble exister un "dialecte" commun entre les pétroglyphes voisins et contemporains.
Parmi les dessins marquants réalisés à l'Âge du bronze en Asie, on trouve des hommes-soleil, représentations d'anthropomorphes avec une tête en forme de soleil. Ces pétroglyphes sont considérés comme des divinités. À leurs pieds, il n'est pas rare de trouver d'autres anthropomorphes en train de danser ou de lever leurs mains vers le ciel en signe d'adoration.
Quelques chercheurs ont remarqué la ressemblance entre les styles de pétroglyphes sur différents continents. Bien qu'on s'attende à ce que les peuples soient inspirés par leur environnement, ce style commun est difficile à expliquer. Il pourrait s'agir d'une coïncidence, de migrations très larges ou d'une origine commune.
|                            |
| Cruciforme anthropomorphe. |

|                     |
| Cruciforme solaire. |

|                       |
| Cruciforme stellaire. |

## Controverse
Les glyphes de Virginie-Occidentale sont renommés en raison de la controverse qui éclata à leur sujet dans les années 1980. Barry Fell (en), un professeur pensionné de biologie marine de l'université Harvard, publia un article expliquant comment il avait déchiffré les pétroglyphes de plusieurs zones de la Virginie occidentale. Selon lui, ils étaient écrits en Ogham, une écriture irlando-celtique utilisée du VIe au VIIIe siècle et ils décrivaient en détail la Nativité du Christ. Fell est connu pour soutenir une théorie sur des explorations irlandaises, ibériques, libyennes et égyptiennes de l'Amérique du Nord il y a 2000 ou 2500 ans.
En fait, la méthode de Fell repose sur un groupement arbitraire de marques. Estimant de plus qu'il s'agissait uniquement des consonnes, il pouvait rajouter à sa guise des voyelles et des radicaux ce qui lui permettait de décider quelle consonne chaque glyphe représente. Le travail de Fell fut étrillé par des linguistes et des archéologues de divers pays. Fell les accusa en retour d'être trop « paresseux »  (« too damn lazy »)  pour lire ses écrits et d'être « ignorants ».

## Liste de sites

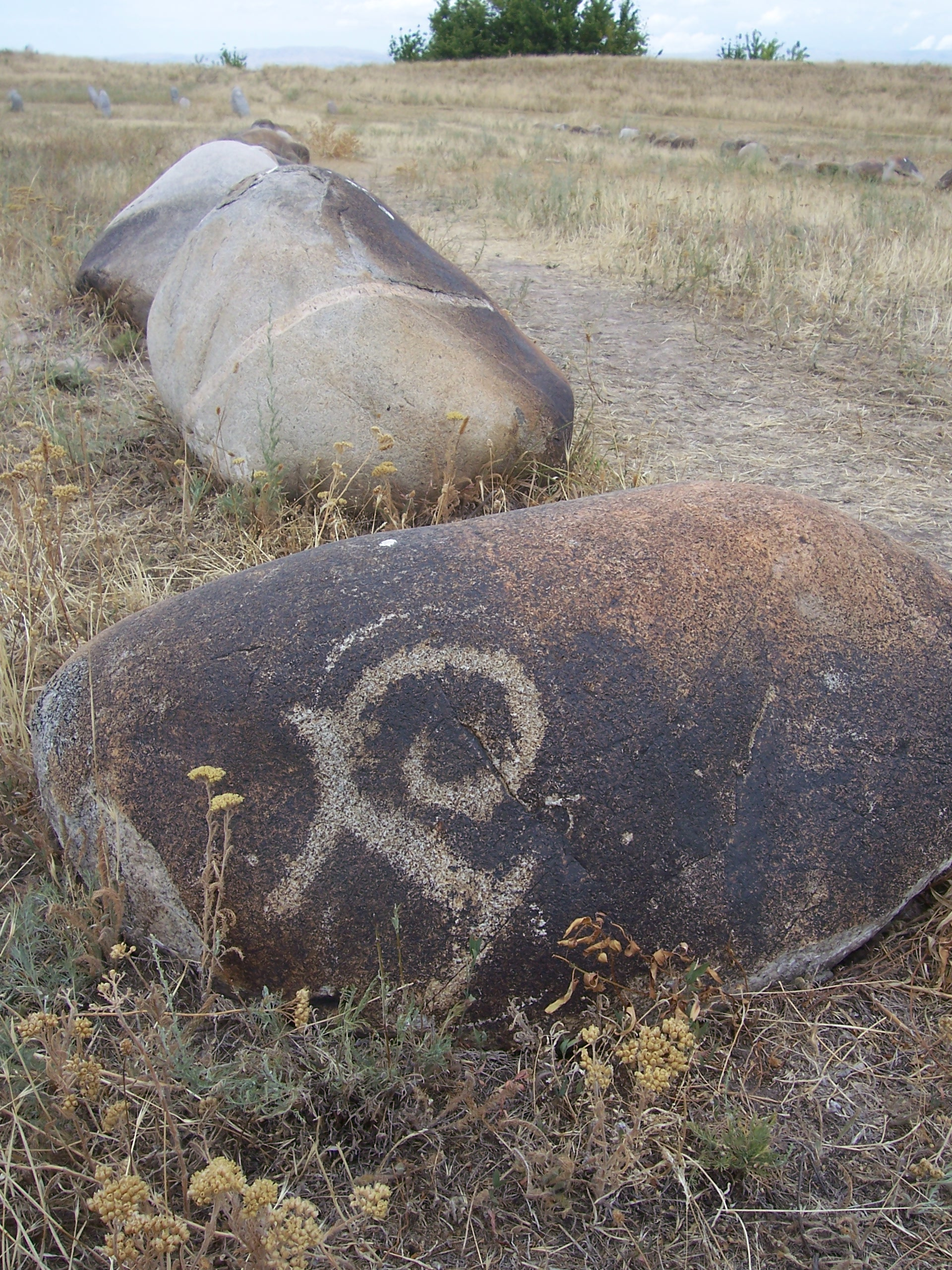
Pétroglyphe scythe au Kirghizistan aux abords de la tour Burana.

- Liste de sites pétroglyphiques en Afrique
- Liste de sites pétroglyphiques en Amérique
- Liste de sites pétroglyphiques en Asie
- Liste de sites pétroglyphiques en Europe
- Liste de sites pétroglyphiques en Océanie

## Pétroglyphes d'Asie centrale
Les premiers pétroglyphes d'Asie centrale voisinent avec le bestiaire plus tardif des Scythes, des nomades issus des steppes d'Asie au Ier millénaire av. J.-C. Au VIIe siècle av. J.-C., les Perses émergent à leur tour. Guerriers, chevaux et animaux fabuleux illustrent leur passage. 800 ans plus tard, les Sogdiens leur emboitent le pas, laissant en témoignage des gravures de chevaux et de marchands. Ils étaient les principaux intermédiaires du commerce sur la route de la Soie. Sur la piste du haut Indus, comme sur ses autres branches, devaient transiter pierres précieuses, épices, soieries... et bouddhistes. C'est à eux que l'on doit les gravures les plus abondantes.